# Dan Gosling
Daniel „Dan” Gosling (ur. 1 lutego 1990 w Brixham) – angielski piłkarz grający na pozycji prawego pomocnika w Notts County. Młodzieżowy reprezentant Anglii.

## Kariera

### Plymouth Argyle
Gosling regularnie grał w rezerwach swojego klubu. Jego gra spowodowała zainteresowanie ówczesnego trenera Plymouth Argyle – Iana Hollowaya. Zawodnik swój profesjonalny debiut zaliczył 9 grudnia 2006 roku, kiedy to w 36. minucie spotkania z Hull City wszedł na boisko za kontuzjowanego Paula Wottona. Pierwszy raz w podstawowym składzie drużyny z Plymouth wyszedł 1 stycznia 2007 roku w zremisowanym 1:1 meczu z Southamptonem na Home Park. Kiedy kontuzji doznał prawy obrońca Mathias Kouo-Doumbé, Gosling z pomocy został przesunięty na nominalną pozycję francuskiego piłkarza. Pierwszego gola dla Plymouth, Gosling zdobył 20 lutego 2007 roku w wygranym 3:0 meczu z Colchester United. Na początku marca 2007 roku wraz z klubowym kolegą – Lukiem Summerfieldem – przez tydzień trenował w Chelsea F.C., jednak działacze londyńskiego klubu nie zdecydowali się na podpisanie kontraktu z młodym zawodnikiem.
Dobra forma prezentowana przez piłkarza spowodowała, że został powołany do kadry U-17 na rozegrane pod koniec marca w Bośni i Hercegowinie kwalifikacje Mistrzostw Europy U-17. Ostatecznie Anglicy zakwalifikowali się na turniej rozegrany w Belgii i zajęli tam 2. miejsce przegrywając w finale rozgrywek z Hiszpanią 0:1, czym zapewnili sobie udział na Mistrzostwach Świata U-17. W Korei Anglia doszła do ćwierćfinału imprezy, gdzie nie sprostała reprezentacji Niemiec i przegrała 1:4.
Po powrocie z Mistrzostw Świata, sezon 2007/08 Gosling rozpoczął dopiero 15 września kiedy to zagrał w zremisowanym 2:2 spotkaniu z Cardiff City. W następnych meczach piłkarz nie miał pewnego miejsca w składzie, jednak wystąpił jeszcze w 11 pojedynkach po czym 14 stycznia 2008 roku za 1,5 miliona euro przeniósł się do występującego w Premier League Evertonu F.C. Łącznie w Plymouth Argyle Gosling rozegrał 22 mecze i strzelił w nich dwa gole.

### Everton
Po przyjściu Evertonu Gosling otrzymał koszulkę z numerem 32, jednak do końca sezonu 2007/2008 grał w rezerwach i akademii The Toffees. Przed następnymi rozgrywkami Anglik został włączony do szerokiej kadry swojego klubu. Swój debiut w Evertonie i zarówno w Premier League zaliczył 26 grudnia 2008 roku w wygranym 1:0 meczu z Middlesbrough. Już dwa dni później – 28 grudnia – strzelił swojego pierwszego gola dla klubu z Liverpoolu. W 83. minucie spotkania pokonał bramkarza Sunderlandu i ustalił wynik na 3:0.
4 lutego 2009 roku w drugim meczu czwartej rundy Pucharu Anglii z Liverpoolem, Gosling w 118. minucie strzelił jedyną bramkę w spotkaniu i zapewnił swojej drużynie awans do dalszej fazy rozgrywek. Błąd ITV spowodował, że miliony widzów nie zobaczyły gola na żywo.

### Newcastle United
Gosling nie przedłużył kontraktu z Evertonem i po sezonie 2009/2010 stał się wolnym zawodnikiem. 22 lipca 2010 roku podpisał czteroletni kontrakt z Newcastle United.

## Statystyki
Stan na 21 maja 2019 r.
| Klub                  | Sezon     | Liga    | Liga | Puchary krajowe | Puchary krajowe | Puchary europejskie | Puchary europejskie | Łącznie | Łącznie |
| Klub                  | Sezon     | Występy | Gole | Występy         | Gole            | Występy             | Gole                | Występy | Gole    |
| --------------------- | --------- | ------- | ---- | --------------- | --------------- | ------------------- | ------------------- | ------- | ------- |
| Plymouth Argyle       | 2006/2007 | 12      | 2    | 2               | 0               | 0                   | 0                   | 14      | 2       |
| Plymouth Argyle       | 2007/2008 | 10      | 0    | 0               | 0               | 0                   | 0                   | 10      | 0       |
| Everton F.C.          | 2008/2009 | 10      | 2    | 5               | 1               | 0                   | 0                   | 15      | 3       |
| Everton F.C.          | 2009/2010 | 11      | 2    | 2               | 1               | 7                   | 0                   | 20      | 3       |
| Newcastle United F.C. | 2010/2011 | 1       | 0    | 0               | 0               | 0                   | 0                   | 1       | 0       |
| Newcastle United F.C. | 2011/2012 | 12      | 1    | 4               | 0               | 0                   | 0                   | 16      | 4       |
| Newcastle United F.C. | 2012/2013 | 3       | 0    | 1               | 0               | 4                   | 0                   | 8       | 0       |
| Newcastle United F.C. | 2013/2014 | 6       | 0    | 2               | 0               | 0                   | 0                   | 8       | 0       |
| Blackpool F.C.        | 2013/2014 | 16      | 2    | 0               | 0               | 0                   | 0                   | 16      | 2       |
| Bournemouth           | 2014/2015 | 18      | 0    | 6               | 3               | 0                   | 0                   | 24      | 3       |
| Bournemouth           | 2015/2016 | 34      | 3    | 3               | 1               | 0                   | 0                   | 37      | 4       |
| Bournemouth           | 2016/2017 | 27      | 2    | 3               | 1               | 0                   | 0                   | 30      | 3       |
| Bournemouth           | 2017/2018 | 28      | 2    | 4               | 0               | 0                   | 0                   | 32      | 2       |
| Bournemouth           | 2018/2019 | 25      | 2    | 1               | 0               | 0                   | 0                   | 26      | 2       |
| Łącznie               |           | 213     | 18   | 33              | 7               | 11                  | 0                   | 257     | 28      |